# Garreru
Garreru (auch: Garayama Island, Garayamu, Garrerui, Garreru-tō, Gatsureru To, Ngeream, Pkulapnei, Pkulapngei) ist eine Insel im Inselstaat Palau im Pazifischen Ozean.

## Geographie
Die Insel im Gebiet der Rock Islands südlich von Airai bildet zusammen mit den Inseln Ngeream, Ngedert und Omelochel die östliche Begrenzung im Südabschnitt des Kanals Toachel Mid zwischen Babeldaob und Koror. Nur schmale Kanäle trennen die Inseln jeweils voneinander, nach Norden zu Ngeream beispielsweise der Chongelungel (Pass). Die Küstenlinie ist durch Mangrovenbestand und die zerklüftete Struktur der ehemaligen Riffkrone geprägt. Die Insel ist eine der größeren Inseln im Kanal, sie erstreckt sich „trompetenförmig“ nach Süden. Weiter südlich schließen sich Ngedert und Omelochel an. Weiter östlich liegen die Inseln Chesechosou, Dlebebai und Ngkesill. Die Insel ist dicht bewaldet und unbewohnt.